# Boyd Rivers
Boyd Rivers (* 25. Dezember 1934 im Madison County (Mississippi); † 22. November 1993 in Jackson (Mississippi)) war ein US-amerikanischer Sänger und Gitarrist des Gospel Blues.
In der Kirche kam der junge Rivers mit der Musik in Berührung. Mit 13 Jahren spielte er Blues auf der Gitarre, mit 16 wechselte er zu Spirituals. Zu seinen Vorbildern zählte sein Onkel Reverend Cleophus Robinson. In Canton (Mississippi) wurde Rivers 1978 erstmals von Alan Lomax, John Bishop und Worth Long aufgenommen. 1979 spielte er auf dem Mississippi Delta Blues Festival. Axel Küstner und Siegfried Christman machten 1980 Aufnahmen mit Rivers. Weitere Aufnahmen mit Axel Küstner und Eleanor Ellis erfolgten 1991 und 1993.
Boyd Rivers starb 1993 im Alter von 58 Jahren in Jackson, Mississippi.